# Zygmunt Gorazdowski
Segismundo Gorazdowski (Sanok, 1 de noviembre de 1845-Lvov, 1 de enero de 1920) fue un presbítero y fundador polaco, que luchó por mejorar la calidad de vida de los necesitados de su país y sus alrededores. Fue uno de los primeros beatos canonizados por Benedicto XVI, siendo conmemorado el 1 de enero.